# Jenny Palmqvist
Jenny Palmqvist, född 2 november 1969 i Sydkorea, är en svensk fotbollsdomare. Palmqvist, som har dömt elitfotboll sedan 1996 och internationell fotboll sedan 2002, räknas som en av Sveriges mest meriterade domare, med 188 matcher i Damallsvenskan och 105 internationella matcher. Hon blev utsedd till Årets domare tre gånger (2005, 2010, 2011).
Under världsmästerskapet i fotboll för damer 2011 bildade Palmqvist som huvuddomare, tillsammans med Helen Caro och Anna Nyström som assisterande, den första helsvenska domartrion i ett VM-slutspel.